# Țuțcani, Vaslui
Țuțcani este un sat în comuna Mălușteni din județul Vaslui, Moldova, România. În trecut se numea Pădureni, fiind înconjurat de pădure, a cărei defrișare a condus la schimbarea numelui satului în Țuțcani (1940). În sat este prezent un stejar de aproximativ 500 de ani care este marcat pe hărțile din Primul și al Doilea Război Mondial, fiind un bun punct de reper pentru trupele care au trecut pe acolo.

## Personalități
- Grigorie Leu (1881-1949), episcop ortodox român (al Argeșului și ulterior al Hușilor)

 Acest articol despre o localitate din județul Vaslui este deocamdată un ciot. Puteți ajuta Wikipedia prin completarea lui.